# Баб ел Азизија
Баб ел Азизија (арап. باب العزيزية‎, латинизирано: Bāb al 'Azīzīyah; у преводу величанствена капија) је био војни комплекс у југозападном делу главног града Либије Триполија. Комплекс је уједно био и резиденција либијског вође Муамера ел Гадафија. Површина комплекса је 6 km².
Баб ел Азизију су 1986. године бомбардовали амерички авиони, по наређењу тадашњег америчког председника Роналда Регана, а као одговор на бомбашки напад на дискотеку у Берлину, за који је био окривљен либијски режим. У бомбардовању је настрадала Гадафијева кћерка, која је тада имала 15 мјесеци.
Након бомбардовања, Муамер ел Гадафи је у комплексу открио скулптуру Песнице која ломи амерички војни авион.
Током Рата у Либији 2011. године, комплекс су након жестоких борби заузели либијски побуњеници 23. августа 2011.
Дана 30. октобра 2011, комплекс је потпуно уништен, а најављено је да ће на том месту бити парк.